# Albin Ljungqvist
Albin Håkan Fredy Ljungqvist, född 22 april 1981 i Falköping i Sverige, är en svensk artist, låtskrivare och showskapare. Som artist har han bland annat deltagit i Dansk Melodi Grand Prix 2013 där han sjöng Beautiful To Me skriven av Bryan Rice och Mads Haugaard 
2014 gästade Ljungqvist som vokalist och låtskrivare Torben Enevoldsens (FATE (band)) soloprojekt Acacia Avenue ”Cold” med låten It’s Over.
2016 gästade Ljungqvist än en gång som vokalist och låtskrivare Torben Enevoldsens soloprojekt Acacia Avenue ”Early Warning” med låten Broken Dreams.
2016 släppte Ljungkvist första singeln, Falling for the Last Time, från sin EP.

## Diskografi
- 2013 - "Beautiful to me" (Haugaard/Rice), Dansk Melodi Grand Prix 2013
- 2014 - "It's Over" (Enevoldsen/Ljungqvist), Acacia Avenue "Cold" [4][5]
- 2016 - "Broken Dreams" (Enevoldsen/Ljungqvist), Acacia Avenue "Early Warning"[6][7]
- 2016 - "Falling for the Last Time"  (Stjerne/Leeloo/Ljungqvist)[8][9]